# Número de Prandtl
El número de Prandtl (Pr) es un número adimensional proporcional al cociente entre la velocidad de difusión de la cantidad de momento (viscosidad) y la difusividad térmica.

## Etimología
Se llama así en honor al ingeniero y físico alemán Ludwig Prandtl.

## Descripción
Se define como:
{\displaystyle \mathrm {Pr} ={\frac {\text{velocidad de difusión de la cantidad de movimiento}}{\text{velocidad de difusión de calor}}}}
{\displaystyle \mathrm {Pr} ={\frac {\nu }{\alpha }}}
{\displaystyle \mathrm {Pr} ={\frac {\mu /\rho }{k/(\rho \ c_{p})}}}
| Símbolo                       | Nombre                               | Unidad     |
| ----------------------------- | ------------------------------------ | ---------- |
| {\displaystyle \mathrm {Pr} } | Número de Prandtl                    |            |
| {\displaystyle \rho }         | Densidad                             | kg / m3    |
| {\displaystyle \alpha }       | Difusividad térmica                  | m2 / s     |
| {\displaystyle \nu }          | Viscosidad cinemática                | m2 / s     |
| {\displaystyle \mu }          | Viscosidad dinámica                  | Pa s       |
| {\displaystyle c_{p}}         | Calor específico a presión constante | J / (kg K) |
| {\displaystyle k}             | Conductividad térmica                | W / (m K)  |

## Explicación
En el mercurio la conducción de calor es muy efectiva comparada con la velocidad, o la capacidad de transmitir momento, por tanto el número de Prandtl es bajo como en el resto de metales líquidos. En cambio para el aceite de motor la convección es muy eficiente transfiriendo cantidad de movimiento comparada con la conducción de calor, por tanto el número de Prandtl es elevado.
En la tabla de la derecha, la cual muestra valores del número de Prandtl para diferentes materiales, se puede apreciar que los metales líquidos poseen números de Prandtl muy bajos, los gases presenta la particularidad de tener un número de Prandtl en torno a 0,70, el agua tiene un valor intermedio, y finalmente los valores mayores del número de Prandtl lo presentan los fluidos viscosos.
En general, para gases y líquidos no metálicos u oleosos, el orden de magnitud del número de Prandtl es la unidad, y su magnitud varía muy poco con la temperatura o la presión.
En problemas de transferencia de calor el número de Prandtl controla el espesor relativo de las capas límite de momento y térmica. Cuando Pr es pequeño significa que el calor se difunde muy rápido comparado con la velocidad (momento).
El número adimensional análogo en transferencia de masa al número de Prandtl es el número de Schmidt.